# Total Guitar
Total Guitar — щомісячний журнал, що випускається у Великій Британії.
Журнал належить компанії Future plc, яка видає багато інших журналів музичної тематики, починаючи від тематики про барабани та відеоігри, закінчуючи технологічними журналами.
Total Guitar містить різноманітну інформацію: табулатуру для року, акустики, панку, блюзу та металу, а також розповіді про гітаристів та їх специфічні прийоми, стилі гри. Total Guitar орієнтований на людей, які хотіли б навчитися грати на гітарі та тих, хто хотів би розвивати свій стиль гри на акустичній чи електричній гітарі.
Total Guitar також має розділ огляду передач, в яких розповідається про новітнє обладнання для гітари. У ньому також є інтерв'ю з гітаристами з усіх видів жанрів та рівнів гри, а також є розділ про поглиблені функції.
У розділі «Навчитися грати» загальної гітари висвітлено пісні від початкового рівня до середнього. Подарунком для всіх, хто купує журнал є безкоштовний компакт-диск у кожному випуску, який містить резервні композиції та демонстраційні композиції, які супроводжують вкладку журналу. Журнал також представив видання DVD у двох випусках.
До складу лінійки оглядачів уроків запрошених до 2010 року для Total Guitar входили австралійський гравець з стилістів Томмі Еммануель, блюзовий гравець Джо Бонамасса та металіст-гітарист Зак Вілде . Протягом багатьох років у «Тотальній гітарі» були гості від різних популярних гітаристів, таких як Брайан Сетцер, Джо Трохман з Fall Out Boy, Мік Томпсон і Джим Корінь із Сліпкнота, Джон 5, Синістер Гейтс і Закі Венгенс Aveven Sevenfold, Алекс Скольник, Марк Тремонті, з Альтер Брідж, Марті Фрідман, Джо Сатріані, Уес Борленд, Метт Так і Майкл Пейджет з BFMV, а також Метт Хеффі і Корі Болье з Тривію.
Журнал відсвяткував свій 200-й номер у квітні 2010 року, на обкладинці — Джімі Хендрікс .

## Редактори
- Асоційований редактор — Стюарт Вільямс
- Керуючий редактор — Люсі Райс
- Особливості редактора — Роб Лейнг
- Музичний редактор — Кріс Берд
- Співробітник — Метт Паркер
- Художній редактор — Джон Блекшоу
- Заступник художнього редактора — Ліан О'Хара